# Поліція штату Нью-Йорк

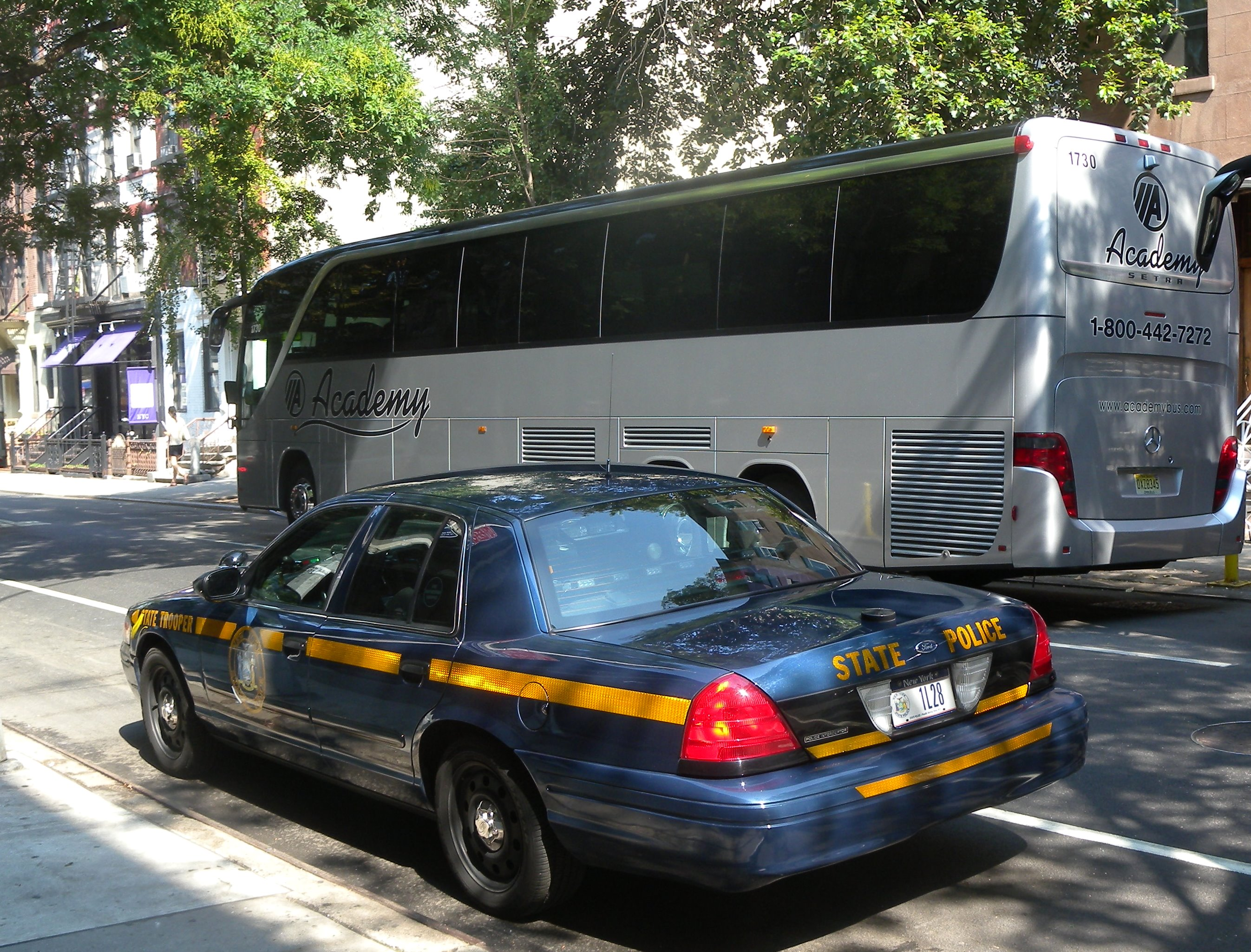
Машина Поліції штату Нью-Йорк на вулиці міста Нью-Йорк

Поліція штату Нью-Йорк (англ. New York State Police) — правоохоронний орган американського штату Нью-Йорк. Підпорядковується Виконавчому департаменту штату Нью-Йорк.

## Історія
Протягом 1900-х років було декілька пропозицій створення поліції штату, але всі вони зустрічали опір професійних спілок. Нарешті 11 квітня 1917 року, у відповідь на суспільний розголос щодо вбивства виконроба Сема Говелла в окрузі Вестчестер в 1913-му, Легіслатура штату Нью-Йорк ухвалила рішення про створення Поліції штату Нью-Йорк. Першим суперінтендантом поліції став Джордж Флетчер Чендлер.

## Уніформа
Офіцери носять сорочку та штани із сірої вовни, піджак із сірої вовни або гортексну куртку, фіолетову краватку, жовтий капелюх із фіолетовою стрічкою та пояс-портупею. Як і прапор США, форма спалюєтся, коли більше не використовуватиметься. Чорна стрічка на штанях носиться в пам'ять про всіх загиблих офіцерів.

## Обладнання
Із 2007 року офіцери озброєні пістолетами Глок 37 з кулями .45 GAP. У 1989—2007 використовувався Глок 17.
Автопарк поліції штату становлять переважно Ford Crown Victoria. Також використовують Dodge Charger, Chevrolet Caprice, Ford Expedition та Chevrolet Tahoe. Для особливих завдань є Chevrolet Camaro, Ford Mustang та мотоцикли Harley-Davidson. Усі машини темно-сині з жовтою світловідбивною смугою.
Починаючи з 2011-го, офіцери використовують тазери, подаровані їм Фондом офіцерів поліції штату Нью-Йорк.

## Підготовка
Щоб стати офіцерами поліції штату, рекрути мають закінчити 26-тижневий курс підготовки, після чого вони проходять 10-тижневу практику з досвідченим офіцером. Академія розташована в Олбані.

## Номери машин
Номер патрульної машини має вигляд 1A11, де перша цифра є номером зони, а буква відповідає групі. Перші цифри 1-4 відповідають групам, 5 використовує Бюро кримінальних розслідувань, 7 інші відділи поліції штату, 8 спеціальні організації штату (наприклад, Паркова поліція штату), 9 диспетчери. Машини штаб-квартири маркуються не за цією схемою.

## Звання
| Звання                                           | Знак |
| ------------------------------------------------ | ---- |
| Суперінтендант                                   |      |
| Перший заступник суперінтенданта                 |      |
| Заступник супеінтенданта/Полковник               |      |
| Помічник заступника суперінтенданта/Підполковник |      |
| Старший інспектор                                |      |
| Майор                                            |      |
| Капітан                                          |      |
| Лейтенант                                        |      |
| Технік-лейтенант                                 |      |
| Старший технік-сержант                           |      |
| Старший сержант                                  |      |
| Перший сержант                                   |      |
| Старший детектив                                 |      |
| Зональний сержант                                |      |
| Сержант-командир станції                         |      |
| Технік-сержант                                   |      |
| Сержант                                          |      |
| Детектив                                         |      |
| Офіцер                                           |      |

## Структура
- Суперінтендант (призначається Губернатором штату Нью-Йорк)
  - Основні сили
    - Групи
    - Спеціальні служби
      - Команда реагування на надзвичайні ситуації
      - Команда співпраці з громадами
      - Команда знешкодження бомб
      - Кінологічна команда
      - Аквалангічна команда
      - Команда спеціальних операцій
      - Команда водного патрулювання
      - Команда велосипедного патрулювання
      - Команда патрулювання на снігоходах
      - Команда патрулювання на всюдиходах

    - Відділ дорожньої безпеки

  - Бюро кримінальних розслідувань
    - Команда боротьби з незаконним гральним бізнесом
    - Команда боротьби з наркотиками
    - команда боротьби з кіберзлочинністю
    - Команда виконання небезпечних ордерів
    - Експертна команда

  - Контртерористичний відділ
    - Центр поліцейської розвідки
    - Команда прикордонної розвідки
    - Команда прослуховування
    - Команда боротьби з незаконним оборотом зброї
    - Команда кримінальної розвідки
    - Контртерористичний центр
    - Команда електронного шпигунства
    - Команда фінансових злочинів
    - Команда розвідки в бандах
    - Команда розвідки щодо наркотиків
    - Команда спеціальних розслідувань

  - Штаб-квартира
    - Адміністрація
    - Відділ технологій та планування
    - Відділ відносин зі співробітниками
    - Відділ людських ресурсів
    - Відділ внутрішніх справ